# Gonomyia abscondita
Gonomyia abscondita là một loài ruồi trong họ Limoniidae. Chúng phân bố ở miền Cổ bắc.